# Saint-Pierre-de-Chartreuse

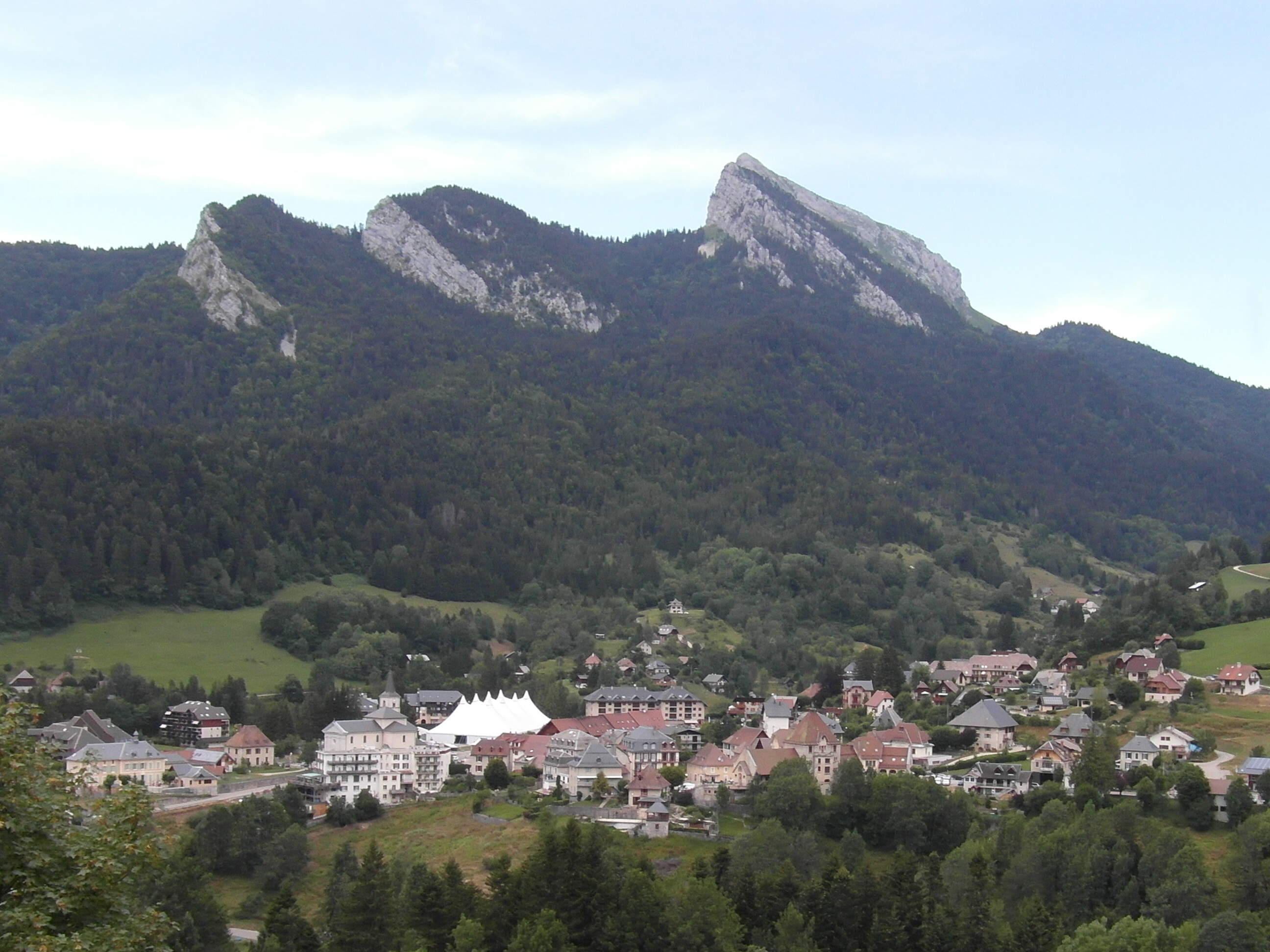
Saint-Pierre-de-Chartreuse

Saint-Pierre-de-Chartreuse es una comuna francesa situada en el departamento de Isère, en la región de Auvernia-Ródano-Alpes.
En el territorio municipal se encuentra el monasterio de la Gran Cartuja, casa madre y principal monasterio de los monjes cartujos, fundado por San Bruno en 1084. Saint-Pierre-de-Chartreuse tiene fuertes vínculos históricos con esta orden religiosa y este monasterio.

## Morfología urbana
Es una pequeña comuna ubicada en una zona de media montaña. Consta de una pequeña ciudad central compuesta por algunos pequeños edificios y casas adosadas, y muchas aldeas ubicadas en las afueras del pueblo, que en su mayor parte consisten de pequeñas casas unifamiliares diseminadas. También existen muchas construcciones agrícolas, algunas de las cuales aún desarrollan la actividad. Asimismo hay algunas pequeñas edificaciones cuyo único destino es el alojamiento turístico.

## Turismo
Los deportes de invierno (principalmente esquí alpino, pero también esquí nórdico y montañismo con raquetas de nieve) aportan a la zona unos 90 millones de euros al año y proporcionan sustento a un gran número de habitantes de la comuna.
Muchos visitantes llegan al lugar interesados en ver el monasterio de la Gran Cartuja (cerrado al público) y más particularmente el museo de la Gran Cartuja. En 2011 la comuna recibía alrededor de 60.000 visitantes al año.
Según el INSEE, Saint-Pierre-de-Chartreuse tiene una capacidad de hospedaje de 41 habitaciones distribuidas en tres hoteles. La capacidad del camping es de 107 lugares.
Estación de Saint Pierre de Chartreuse - Le Planolet
El complejo Saint Pierre de Chartreuse - Le Planolet dispone de 35 km de pistas y 15 elevadores, incluyendo un teleférico. El área de deportes de invierno está situada entre los 900 y los 1800 metros de altura, por lo que el desnivel llega a los 900 metros.

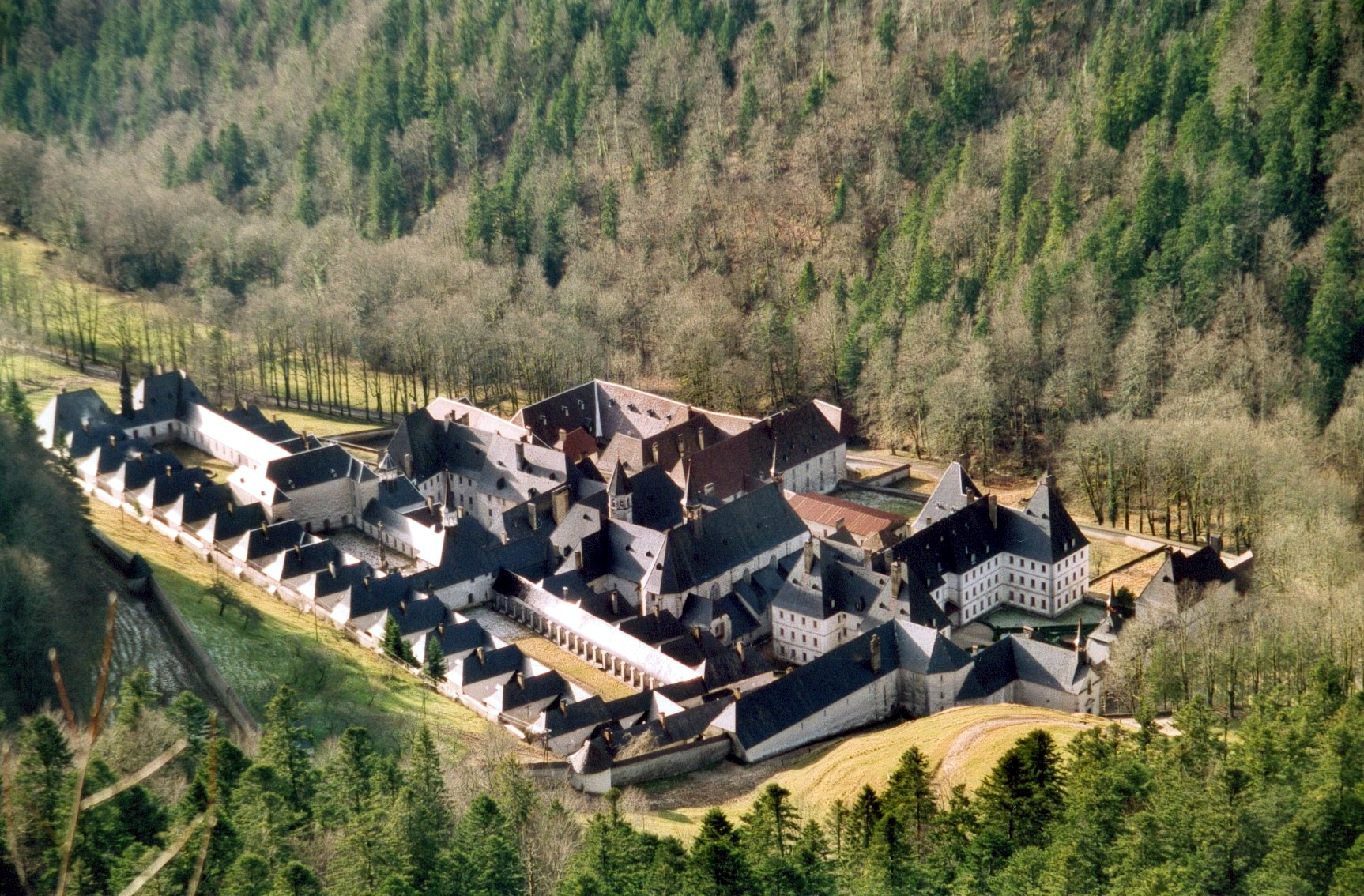
Monasterio de la Gran Cartuja

## Demografía
| 668 | 641 | 565 | 563 | 650 | 770 | 962 |
| Para los censos de 1962 a 1999 la población legal corresponde a la población sin duplicidades (Fuente: INSEE [Consultar]) |     |     |     |     |     |     |